# Maritza Garrido-Lecca
Maritza Yolanda Garrido Lecca Risco (Callao, 27 de marzo de 1965) es una terrorista exmiembro de la organización Sendero Luminoso. Fue capturada el 12 de septiembre de 1992 por el Grupo Especial de Inteligencia del Perú (GEIN).
Después de haber cumplido su condena de aproximadamente 25 años, salió en libertad el 11 de septiembre de 2017.

## Biografía
Maritza Yolanda Garrido Lecca Risco nació un 27 de marzo de 1965 en Bellavista, Callao. Es hija de Enrique Miguel Garrido Lecca Higginson y de Marina Yolanda Risco Bohl. Creció y vivió dentro de una familia de clase alta. Estudió en el Colegio Sagrado Corazón Sophianum del distrito de San Isidro. Posteriormente ingresó a la Pontificia Universidad Católica del Perú, en donde estudió la carrera de Educación. En dicha casa de estudios, fue representante en el Centro Federado de Estudiantes. Garrido Lecca se inició en la danza clásica con el Ballet de Miraflores y en el Ballet Nacional. En agosto de 1986, se casó con Saúl Mankevich Lifschitz y en menos de un año se separó citando diferencias ideológicas.
Posteriormente se acercó al Grupo Kloaka, y mantuvo una relación con el poeta subte Rafael Dávila Franco. También cambió la danza clásica por la danza contemporánea y se unió al grupo Danza Lima, con quienes realizó presentaciones a nivel nacional e internacional.

### Miembro de Sendero Luminoso

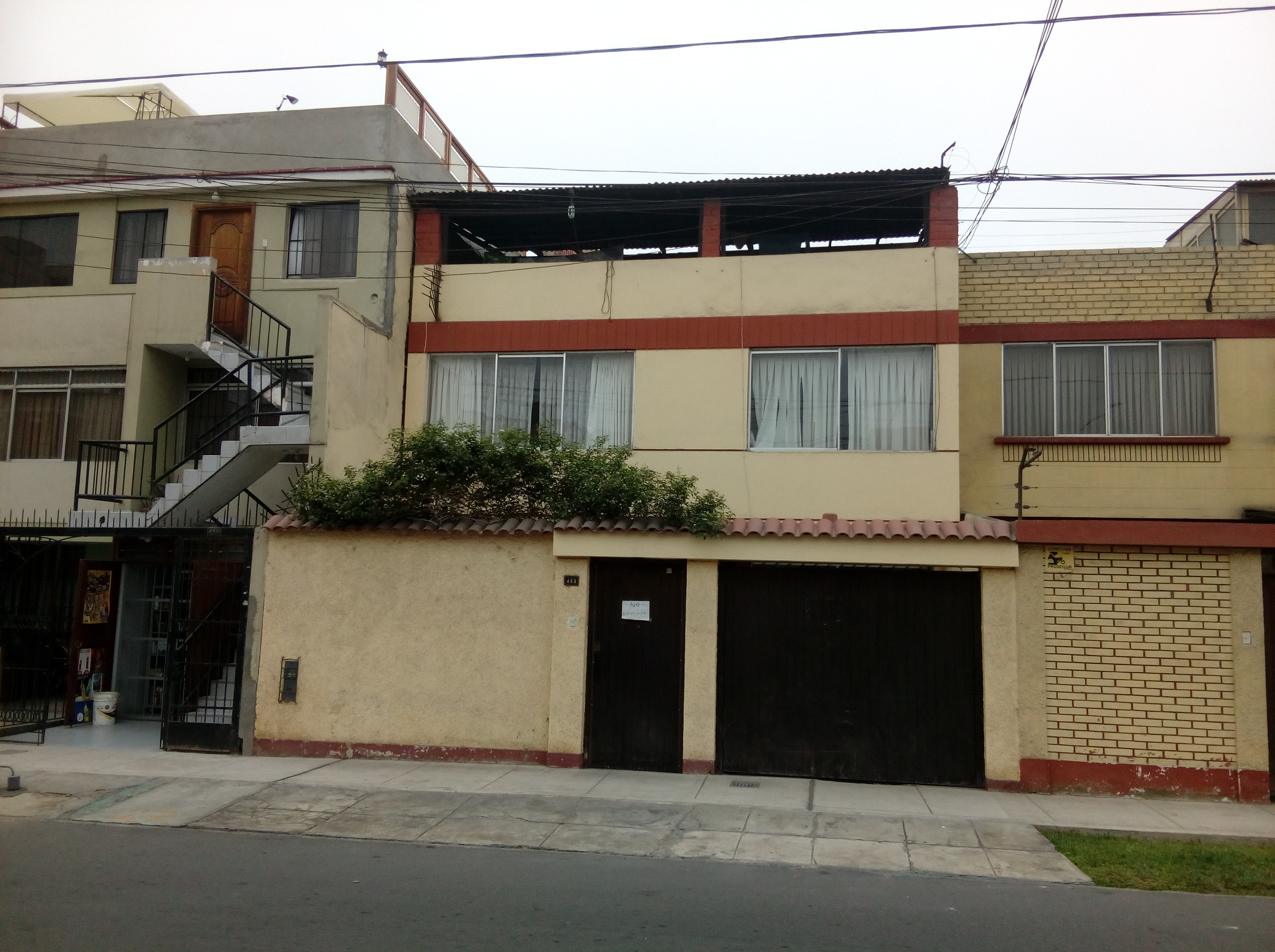
La casa de Maritza Garrido Lecca ubicada en la Calle Varsovia 459 en el distrito de Surquillo, donde había sido capturado Abimael Guzmán por las fuerzas del GEIN el 12 de septiembre de 1992 durante la Operación Victoria.

Se cree que se unió a Sendero Luminoso mediante su tía, Nelly Evans Risco, quien era colaboradora de la cúpula de la organización terrorista. En 1992, Garrido Lecca y su pareja Carlos Incháustegui Degola vivían en una casa de tres pisos en Surquillo. En la primera planta, la bailarina había instalado un taller de danza. En el segundo piso estaba oculto el líder de Sendero Luminoso, Abimael Guzmán. El 12 de setiembre de 1992, el GEIN realizó la operación Victoria, irrumpiendo en la casa de Surquillo y atrapando a Guzmán, Elena Iparraguirre, Laura Zambrano Padilla y María Pantoja. Garrido Lecca fue intervenida en la puerta de la casa junto con su pareja y dos amigos que los visitaban. Estos dos últimos no tenían relación alguna con sus actividades subversivas. Garrido Lecca fue llevada a la sede de la Dirección contra el Terrorismo (DIRCOTE) y luego de 15 días a la base militar de La Joya, en Arequipa.

### Prisión
Garrido Lecca fue procesada por un tribunal militar sin rostro y condenada a cadena perpetua por el delito de traición a la patria y enviada al penal de Yanamayo en Puno, donde purgó condena hasta el año 2001; sin embargo, en el año 2002, su sentencia fue anulada y se ordenó un nuevo proceso para ella por el delito de terrorismo en agravio del Estado. En mayo del 2001, fue trasladada al Penal de mujeres de Chorrillos, Lima.
A mediados de 2001 culminó la carrera de Educación en la Pontificia Universidad Católica del Perú, rindiendo los exámenes que le faltaban en prisión. En octubre del 2005, la Sala Penal Nacional la sentenció a 20 años de prisión. En el 2006, se revisó la sentencia y se la condenó a 25 años. En el 2007 publicó el libro Libertad para danzar, un libro sobre danza en el cual también narra sobre su experiencia en el penal de Yanamayo.
El 11 de septiembre de 2017, tras haber cumplido 25 años de prisión, fue puesta en libertad.

## Carrera artística

### Obras
- Hexagrama (1987)
- Siete solos para seis bailarinas
- Arcana

### Películas
- Estigma (1986) como Magdalena. Cortometraje

## En la cultura popular
- El escritor británico Nicholas Shakespeare escribió la novela The Dancer Upstairs (1995), inspirada en la captura de Abimael Guzmán, en la cual aparece el personaje de Yolanda, una profesora de baile que oculta al terrorista, personaje inspirado en Maritza Garrido Lecca.
- La película Pasos de baile (de título original The Dancer Upstairs, 2002) de John Malkovich fue una adaptación del libro de Shakespeare. En dicha cinta, la actriz italiana Laura Morante interpreta a Yolanda (segundo nombre de Garrido Lecca).[5][6]
- La producción peruana La Captura del Siglo (1996) cuenta cómo el equipo del Grupo Especial de Inteligencia del Perú (GEIN) logró capturar al cabecilla de Sendero Luminoso, Abimael Guzmán. En dicha miniserie, la actriz Vanessa Saba interpreta a Maritza Garrido Lecca.